# Los Ojos, New Mexico
Los Ojos, New Mexico (енгл. Los Ojos) насељено је место без административног статуса у америчкој савезној држави Њу Мексико.

## Демографија
По попису из 2010. године број становника је 125.
| Група             | 2000.    | 2010.       |
| Белци             | 0 (0,0%) | 9 (7,2%)    |
| Афроамериканци    | 0 (0,0%) | 0 (0,0%)    |
| Азијати           | 0 (0,0%) | 0 (0,0%)    |
| Хиспаноамериканци | 0 (0,0%) | 114 (91,2%) |
| Укупно            | 0        | 125         |